# Gomphia scheffleri
Gomphia scheffleri là một loài thực vật có hoa trong họ Ochnaceae. Loài này được (Engl. & Gilg) Verdc. mô tả khoa học đầu tiên năm 2005.